# Franz Cramer
Franz Anton Dorotheus Cramer, noto anche come François Cramer, (Schwetzingen, 12 giugno 1772 – Londra, 1º agosto 1848), è stato un violinista e direttore d'orchestra inglese, che fu Master of the King's/Queen's Musick dal 1834 fino alla sua morte.

## Biografia
Nacque a Mannheim o a Londra, figlio di Wilhelm Cramer e fratello di Johann Baptist Cramer. Fu senza dubbio allievo di suo padre. Quasi nulla sembra che si conosca riguardo alle sue attività o composizioni, eppure fu nominato Master of the King's Musick nel 1834, dal re Guglielmo IV, succedendo a Cristoforo (o Cristiano) Kramer, senza alcuna relazione.
Il re morì nel 1837 e Cramer continuò come Master of the Queen's Music della regina Vittoria. Non diede alcun contributo musicale alla sua incoronazione, portando il periodico The Spectator a lamentarsi del fatto che gli fosse stato concesso "di proclamare al mondo la sua incapacità di assolvere al primo e più riconoscente dovere del suo incarico: la composizione di un inno d'incoronazione".
Morì nel 1848 all'età di circa 76 anni e gli succedette George Frederick Anderson.
L'unica composizione di Cramer che è sopravvissuta è un capriccio (Album Leaf) per violino, il cui manoscritto è conservato nel British Museum.